# Live While We’re Young
"Live While We’re Young" – to popowy utwór brytyjsko-irlandzkiego boysbandu One Direction. Utwór wydany został 28 września 2012 roku przez wytwórnię płytową Syco Music oraz Columbia Records jako pierwszy singel grupy z ich drugiego albumu studyjnego, zatytułowanego Take Me Home. Tekst utworu został napisany przez Savana Kotecha, Toppera Headon, Micka Jonesa, Paula Simonon, Joe Strummera oraz Rami Yacouba i Carla Falk którzy zajęli się także jego produkcją. Do singla nakręcono także teledysk, którego reżyserią zajął się Vaughan Arnell. Utwór dotarł do pierwszego miejsca na listach przebojów Irlandii oraz w Nowej Zelandii. Singel uzyskał status podwójnej platynowej płyty w Australii, platynowej w Stanach Zjednoczonych Kanadzie i w Nowej Zelandii, srebrnej płyty w Wielkiej Brytanii oraz złotej w Danii.

## Notowania na listach przebojów
| Lista (2012)                            | Najwyższa pozycja |
| --------------------------------------- | ----------------- |
| Australia (Top 50 Singles)              | 2                 |
| Austria (Ö3 Austria Top 40)             | 8                 |
| Belgia (Flandria) (Ultratop 50 Singles) | 7                 |
| Belgia (Wallonia) (Ultratop 50 Singles) | 19                |
| Dania (Track Top-40)                    | 4                 |
| Francja (Top 200 Singles)               | 20                |
| Hiszpania (Top 50 Singles)              | 4                 |
| Holandia (Single Top 100)               | 3                 |
| Irlandia (Top 50 Singles)               | 1                 |
| Kanada (Billboard Canadian Hot 100)     | 2                 |
| Niemcy (Top 100 Singles)                | 22                |
| Norwegia (Top 20 Singles)               | 11                |
| Nowa Zelandia (Top 40 Singles)          | 1                 |
| Szkocja (Top 40 Scottish)               | 2                 |
| Szwecja (Top 60 Singles)                | 23                |
| Szwajcaria (Singles Top 100)            | 7                 |
| Stany Zjednoczone (Hot 100)             | 3                 |
| Węgry (Single (track) Top 40 lista)     | 2                 |
| Wielka Brytania (Singles Top 100)       | 3                 |